# Gloster E.28/39
Il Gloster E.28/39 (anche conosciuto come Gloster Whittle, Gloster Pioneer o Gloster G.40) fu il primo aereo con motore a turbogetto a volare nel Regno Unito. Sviluppato per provare in volo il nuovo turbogetto progettato da Frank Whittle, influenzò lo sviluppo del secondo caccia operativo a reazione, il Gloster Meteor.

## Progettazione e sviluppo
Nel settembre 1936, l'Air Ministry britannico trasmise una specifica alla Gloster Aircraft Company relativa alla progettazione e costruzione di un aereo per provare uno dei motori a turbogetto progettati di Frank Whittle. Lavorando assieme con Whittle, il capo progettista della Gloster, George Carter, disegnò un piccolo aereo ad ala bassa di configurazione convenzionale. La presa d'aria del motore era situata nel muso del velivolo ed il timone verticale e gli elevatori erano installati sopra l'ugello di scarico. Un contratto per due prototipi fu siglato dal Ministero dell'Aria il 3 febbraio 1940 ed il primo di questi fu completato nell'aprile 1941. La costruzione fu avviata presso la Hucclecote vicino a Gloucester, ma fu successivamente trasferita presso la Regent Motors di Cheltenham High St (attualmente la Regent Arcade), considerata una località più sicura da eventuali bombardamenti da parte della Luftwaffe.
Il nome E.28/39 derivava dal riferimento alla 28ª specifica “sperimentale” emessa dal Ministero dell'Aria nel 1939.

## Prove di volo
L'aereo fu consegnato dalla Hucclecote per le prove a terra il 7 aprile 1941, ed inizialmente installava un motore Power Jet W.1 non idoneo alle prove in volo. Al termine di tali prove, completate con successo, sull'aereo fu installato un nuovo motore, ed il 15 maggio, il pilota capo collaudatore della Gloster, il tenente Gerry Sayer, volò sull'aereo equipaggiato con il motore a turbogetto per la prima volta decollando dalla base aerea della RAF di Cranwell, vicino a Sleaford nel Lincolnshire. Il volo durò 17 minuti e fu completato con successo. Le prove continuarono nei mesi successivi utilizzando delle versioni sempre più migliorate del motore. Alla fine del programma di prove, delle piccole alette ausiliarie furono aggiunte vicino ai piani di coda allo scopo di fornire stabilità addizionale nel volo ad alta velocità.
La specifica E.28/39 richiedeva che il velivolo installasse due mitragliatrici Browning M1919 da .303 in (7,7 mm) su entrambe le ali, ma queste non furono mai installate.
Il secondo prototipo (seriale W4046) si aggiunse al programma di prove il 1º marzo 1943, inizialmente equipaggiato con il motore Rover W.2B. Le prove però rivelarono dei problemi con la lubrificazione del motore. Il secondo prototipo rimase distrutto il 30 luglio in un incidente causato da un'avaria negli alettoni, attribuita all'uso di un grasso non idoneo nel sistema di controllo degli alettoni. Un alettone si bloccò, portando l'aereo fuori controllo. Il pilota riuscì a salvarsi paracadutandosi fuori del velivolo.
Il primo prototipo continuò le prove di volo fino al 1944, anno in cui furono disponibili altri aerei a turbogetto maggiormente avanzati. Benché il Gloster E.28/39 non fosse in grado di raggiungere alte velocità, esso dimostrò di essere una capace piattaforma sperimentale, esibendo una buona velocità di salita ed una buona quota operativa. Inoltre, l'esperienza con il Gloster E.28/39 aprì la strada per il primo aereo da caccia a turbogetto britannico, il Gloster Meteor.

## Utilizzatori
Regno Unito
- Royal Aircraft Establishment

## Velivoli attualmente esistenti

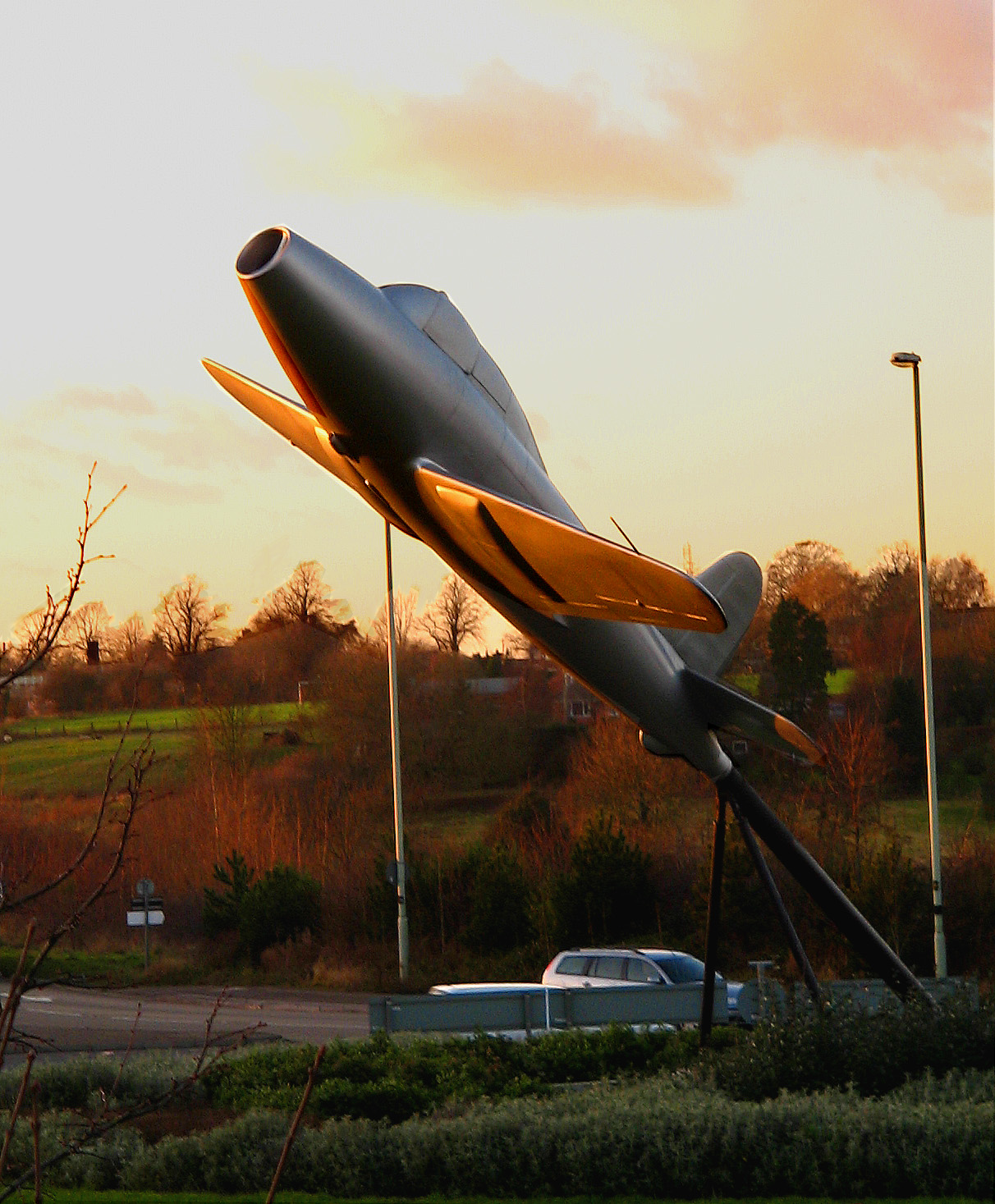
La replica esposta a Lutterworth, nel Leicestershire.

Nel 1946, il primo prototipo (seriale W4041) fu posto nel British Science Museum (Londra), dove tuttora è esposto.
Una replica in grandezza naturale fu posta su un obelisco in una rotonda vicino al perimetro nord del campo volo di Farnborough nell'Hampshire a memoria di Sir Frank Whittle. Una replica simile a grandezza naturale è posta nel mezzo di una rotonda a Lutterworth nel Leicestershire dove il motore dell'aereo era prodotto.
Un modello a grandezza naturale realizzato partendo dagli stampi originali, con uno schema di verniciatura autentica e dettagliata, è stato costruito dai membri dello Jet Age Museum di Gloucester. L'aereo è stato recentemente esposto a Brockworth, Gloucester, al Kemble Air Day e MVT Show, e ha costituito parte dell'esposizione della commemorazione del Sir Frank Whittle Centenary presso la base aerea di RAF Cranwell nel giugno 2007.